# Acanthaspidiidae
Acanthaspidiidae là một họ chân đều thuộc phân bộ Asellota.

## Chi
Họ này bao gồm các chi dưới đây:
- Ianthopsis Beddard, 1886
- Iolanthe Beddard, 1886
- Mexicope Hooker, 1985